# Валдай 45
Валдай 45 — российский магистральный седельный тягач, выпускаемый компанией «Нижегородские грузовые автомобили» под брендом «Валдай» с 2023 года.

## Описание
Валдай 45 дебютировал осенью 2023 года на выставке Comtrans-2023. Представляет собой локализованную версию автомобиля Foton Auman EST1846. Конкурентом является KAMAZ K5. По кабине модель унифицирована с Валдай 33. 
Спальные места расположены как снизу, так и сверху. Два топливных бака объёмом 840 литров обеспечивают запас хода до 3000 км. Гарантия на Валдай 45 — 3 года без ограничения пробега. Межсервисный интервал - 60000 км.
В комплектацию автомобиля входят утеплитель кабины и пакет зимних опций, поскольку автомобиль адаптирован для эксплуатации в условиях холодного климата. Дополнительно присутствуют холодильник, электроприводной люк на крыше, климат-контроль и ESP.
C 2024 года производство тягачей «Валдай 45» планируют локализовать в РФ: сварку и окраску кабин собираются проводить в нижегородских цехах. С 2025 года планируют начать устанавливать на грузовые автомобили российские двигатели, выпущенные ЯМЗ (Ярославский моторный завод).

## Технические характеристики
Валдай 45 оснащается 11,8-литровым дизельным двигателем Cummins ISG12E5 мощностью 470 л. с., который сочетается в паре с 12-ступенчатой автоматизированной трансмиссией ZF Traxoma. Полная масса составляет 18 тонн, а в составе автопоезда — 45 тонн. С 2025 года планируют начать оснащать автомобили двигателями ЯМЗ-770.